# Barneys
Barneys är en varuhuskedja i USA. Man har varuhus i New York, Beverly Hills, Boston, Chicago, San Francisco, Dallas, Las Vegas och Scottsdale. Barneys har expanderat till Japan där man finns i Gotemba, Karuizawa, Kobe, Sapporo och Shiga.